# Marcus Antonius Creticus
Marcus Antonius Creticus (død 72/71 f.Kr.), var en romersk politiker af Antonius-slægten i den sene romerske republik. Han er bedst kendt for sin mislykkede karriere som piratjæger og for at være far til generalen Marcus Antonius.

## Biografi

### Tidlige liv
Creticus var søn af den berømte orator Marcus Antonius. Han havde en søster ved navn Antonia og en yngre bror ved navn Gaius Antonius Hybrida.

### Karriere
Han blev valgt til prætor i 74 f.Kr. og modtog en ekstraordinær opdrag, svarende til den, der syv år senere i 67 f.Kr. blev givet til triumviren Pompejus af den Lex Gabinia, og som hans far havde haft tre årtier før i 102 f.Kr., at rydde Middelhavet for piraternes trussel, og derved bistå de igangværende kampe mod kong Mithridates 6. af Pontus. Creticus mislykkedes ikke kun i opgaven, men plyndrede endda de provinser, han skulle beskytte mod plyndring. Han angreb kretenserne, som havde indgået en alliance med piraterne, men led et totalt nederlag, og de fleste af hans skibe blev sænket. Diodorus Siculus beretter, at han kun reddede sig selv ved at indgå en skamfuld traktat. På grund af dette nederlag fik han på hånende vis cognomenet Creticus, som betyder "erobreren af Kreta ", men også "menneske lavet af kridt", når det oversættes fra latin. Han døde kort efter (72-71 f.Kr.) på Kreta. De fleste historikere er enige om hans griskhed og inkompetence, men krønikeskriveren Plutarch beskriver ham som en venlig, ærlig og generøs mand.

## Familie
Antonius var gift med en kvinde ved navn Numitoria, en datter af Quintus Numitorius Pullus, men man kender ingen børn. Bagefter giftede han sig med Julia, med hvem han fik tre sønner: Marcus Antonius (triumviren), Gajus Antonius og Lucius Antonius, samt en datter ved navn Antonia.